# Silvia Navarro
Silvia Navarro Giménez, född 20 mars 1979 i Valencia, är en spansk tidigare handbollsmålvakt.

## Klubblagskarriär
18 år gammal inledde Silvia Navarro karriären i klubben Milar L'Eliana, där hon spelade 1997–1999. 1999 till 2004 spelade hon för El Ferrobús Mislata och sedan två år i Astroc Sagunto.
Åren 2006–2012 spelade Navarro för spanska toppklubben SD Itxako med flera spanska titlar och en final i Champions League 2011 som främsta merit. Hon vann EHF-cupen med klubben 2009. 2012 hamnade klubben i stora ekonomiska svårigheter.
Navarro följde med sin klubbkamrat Alexandrina Cabral Barbosa och skrev på för rumänska toppklubben CS Oltchim Râmnicu Vâlcea i maj 2012. Den klubben fick också 2013 ekonomiska problem och Navarro återvände till spanska ligan och klubben BM Remudas (Rocasa Gran Canaria) där hon spelade resten av sin karriär. Med klubben vann hon spanska mästerskapet 2019, hennes åttonde spanska titel, och hon har vunnit Challenge Cup två gånger 2016 och 2019 med klubben.

## Landslagskarriär
Navarro spelade 14 landskamper för det spanska ungdomslandslaget och 28 matcher för det spanska ungdomslandslaget.  Med U17-laget vann hon guldmedaljen vid U17-EM 1997. 1998 debuterade hon för det spanska seniorlandslaget.
Navarro deltog vid EM 2010, där Spanien kom på elfte plats, och Navarro noterades som en av de tio bästa målvakterna i mästerskapet med en räddningsprocent på 39 procent. Året efter var hon med i VM 2011, där Spanien vann en bronsmedalj och Navarro hade bästa räddningsprocenten i mästerskapet med 46 procent. Hon ingick i det spanska lag som tog OS-brons 2012 i London
Hon har också en silvermedalj från EM 2014 där Spanien förlorade finalen till Norge. Hon var med och tog silver vid VM 2019. Förutom vid OS 2012 har hon deltagit vid OS 2016 och 2020.